# Stift (Obertaufkirchen)
Stift ist ein Ortsteil in der Gemeinde Obertaufkirchen im oberbayerischen Landkreis Mühldorf am Inn.

## Lage
Der Weiler Stift liegt 5,5 Kilometer südwestlich der Autobahnausfahrt 16 (Schwindegg) der Bundesautobahn A 94.

## Bevölkerungsentwicklung

Stift 9, Backhaus

Im Jahr 1871 lebten 23 Einwohner in Stift. In der Nachkriegszeit des Zweiten Weltkriegs stieg die Bevölkerungszahl auf 54 Einwohner. Im Mai 1987 gab es dort 44 Einwohner in acht Wohngebäuden, in denen es insgesamt elf Wohnungen gab.
| Jahr      | 1871 | 1925 | 1950 | 1970 | 1987 |
| Einwohner | 23   | 44   | 54   | 45   | 44   |